# 松本辰夫
松本 辰夫（まつもと たつお、1928年3月6日 - ）は、茨城県北茨城市出身の作家。横浜市戸塚区在住。

## 人物
多賀工業専門学校卒業後、田宮虎彦、宮柊二に師事。電機会社を経て、出版社編集者、その後、独立し大手電機会社のオフィスコンピュータの宣伝誌発行を請け負うかたわら、作家活動を行う。

## 著書
- ママ心臓が痛いよ―ある少女の7年間の生の記録（海潮社、1968年）
- 内なる撫順（文遊社、1979年）
- さくら散る―昭和史の片隅（文遊社、1993年）ISBN 9784892570124